# Noordwestkaap (West-Australië)
Noordwestkaap is een schiereiland in de regio Gascoyne in West-Australië. Het ligt tussen de golf van Exmouth en de Indische Oceaan. Het plaatsje Exmouth en het Nationaal park Cape Range liggen op het schiereiland. De west- en noordoostkusten van Noordwestkaap - en het Ningaloo-rif - maken deel uit van de Ningaloo-kust.

## Geschiedenis
De Thalanyji Aborigines waren de oorspronkelijke bewoners van het schiereiland. De Nederlanders Haevik Claeszoon von Hillegom en Pieter Dirkszoon waren de eerste Europeanen die het schiereiland aanschouwden toen ze er op 24 juni 1618 langs voeren. Op 31 juli 1618 gingen kapitein Lenaert Jacobszoon en supercargo Willem Jansz van het VOC-schip Mauritius in de omgeving aan land. In 1818 werd Phillip Parker King gedwongen negen dagen te schuilen in de golf van Exmouth, gaf het schiereiland de naam Noordwestkaap en vernoemde de golf van Exmouth naar Edward Pellew, 1e burggraaf van Exmouth. In de 19e eeuw werd het schiereiland regelmatig bezocht door parelduikers uit Broome. Enkele pastoralisten deden aan extensieve veeteelt langs de kust.
In 1907 liep de SS Mildura voor de kust van Noordwestkaap schipbreuk. Er werd besloten een vuurtoren te bouwen. De Vlamingh Head-vuurtoren werd in 1912 in bedrijf genomen. In 1942 vestigde de Amerikaanse marine een duikbootbasis op het schiereiland onder de codenaam "Operation Potshot". De basis opereerde maar een korte periode en werd daarna een bevoorradingspost. Er werd een militair vliegtuigveld aangelegd op het schiereiland, Learmonth.
In 1953 werd in de Rough Range op het schiereiland de eerste olieboorput van Australië geboord door Western Australian Petroleum (WAPET), een samenwerking tussen AMPOL en Standard Oil of California. De boorput produceerde 550 vaten per dag en lag aan de basis van West-Australiës industriële ontplooiing.
In 1963 werd het plaatsje Exmouth gesticht op het schiereiland. Het Nationaal park Cape Range werd in 1965 opgericht en uitgebreid in 1974. In 1967 werd een militaire communicatiebasis geopend en de Vlamingh Head-vuurtoren buiten bedrijf gesteld. In 1976 werd de vuurtoren geclassificeerd door de National Trust.
Het Learmonth-zonneobservatorium werd in 1979 gebouwd nabij de luchthaven en maakt deel uit van netwerken van zonneobservatoria die de zonneactiviteit opmeten en volgen.

## Toerisme

### Jurabi Turtle Centre
Het Jurabi Turtle Centre is een onbemande interpretatief centrum dat werd gebouwd om de schildpadden die komen nesten op Noordwestkaap te beschermen. Het centrum biedt informatie over de biologie van schildpadden, bedreigingen, duurzaamheidsmaatregelen en de beste manier om de nestende schildpadden te observeren zonder ze te storen. Van oktober tot januari komen de vrouwelijke schildpadden 's nachts eieren leggen. Van januari tot april komen de eieren uit en begeven de schildpaddenjongen zich naar zee. De onechte karetschildpad is gemiddeld 95 centimeter lang, weegt 100 kilogram en legt tot 125 eieren. De soepschildpad is 118 centimeter lang, weegt 130 kilogram en legt tot 50 tot 100 eieren. De karetschildpad, de kleinste van de drie, is 83 centimeter lang, weegt 51 kilogram en legt tot 150 eieren.

### Nationaal park Cape Range
Het Ningaloo Marine Park en het nationaal park Cape Range vormen samen het Ningaloo werelderfgoed-gebied. Het nationaal park bevindt zich in een biogeografische transitiezone tussen tropische, gematigde en woestijnzones. Het nationaal park Cape Range bevat daardoor meer dan 630 plantensoorten waaronder de endemische Ipomoea yardiensis. Reptielen als de Strophurus rankini, Ctenophorus reticulatus en de Simoselaps littoralis leven in het nationaal park. Onder het schiereiland ligt een complex kalkstenen karstsysteem dat de habitat is van een grote diversiteit aan unieke onderaardse fauna. In 535 grotten tot 100m diep en onderling verbonden leven een tachtigtal ondergrondse diersoorten zoals de Milyeringa veritas. De meeste soorten zijn endemisch.
In het nationaal park ligt het Milyering Visitor Centre waar men informatie kan krijgen over korte wandelingen in het park: de Mandu Mandu Walk, Yardie Nature Walk, Yardie Gorge Trail, Shothole Canyon Walk en de Badjirrajirra Walk. Aan de Mangrove Bay staat een vogelkijkhut vanwaaruit men water- en waadvogels kan gadeslaan.